# 위다
위다(영어: Ouida, 1839년 1월 1일 ~ 1908년 1월 25일)는 잉글랜드의 소설가 마리 루이즈 레임(영어: Maria Louise Ramé)의 필명이다. 위다는 40개가 넘는 소설과 단편, 아동서적과 수필을 썼다. 대표 작품으로는 《플랜더스의 개》가 있다. 